# Linhas de Ley

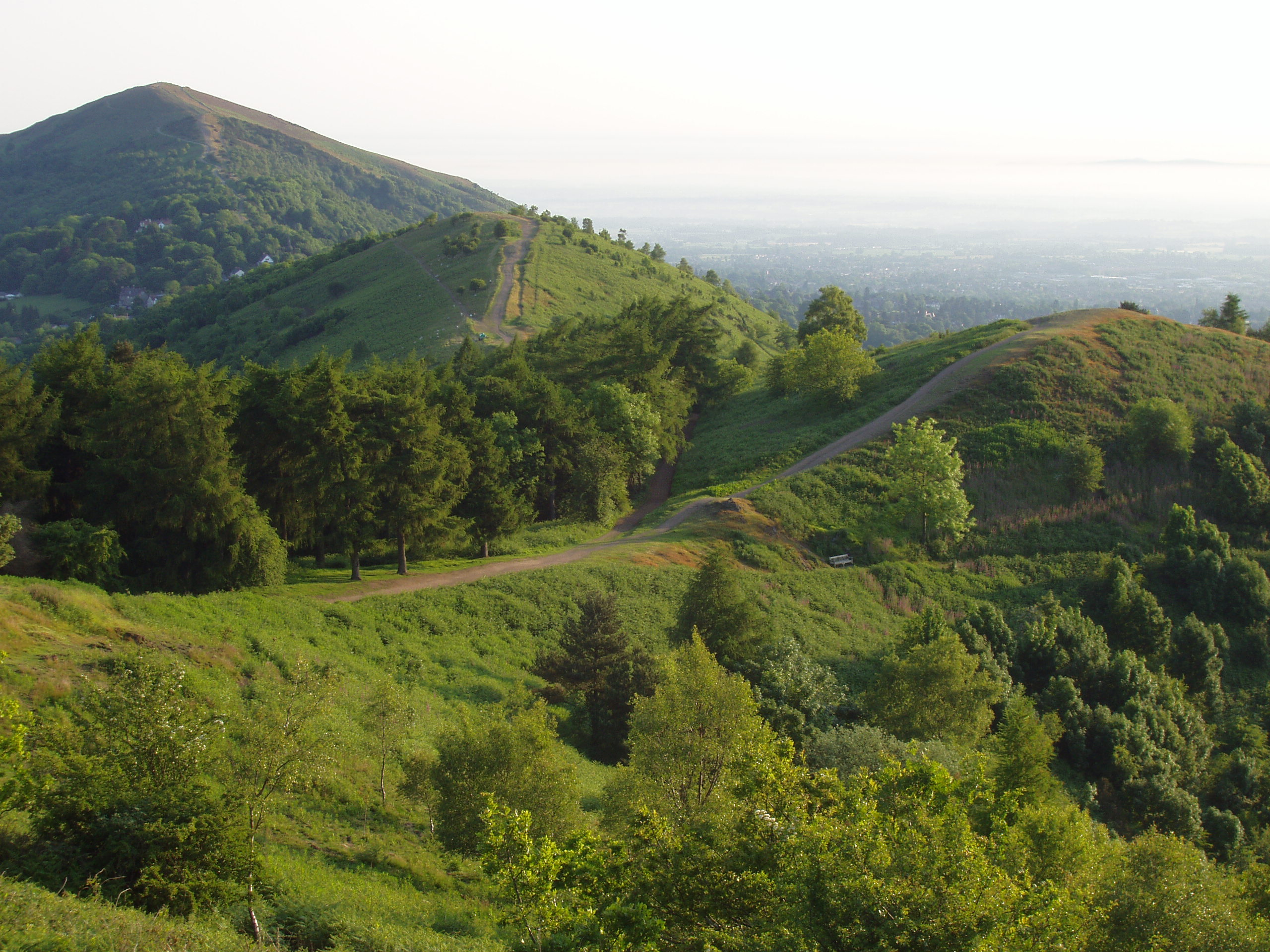
Os Morros de Malvern na Inglaterra. Alfred Watkins acreditava que uma linha de ley passa ao longo do rio.

As linhas de ley ou linhas ley (do inglês ley lines /leɪ laɪnz/ ) são supostos alinhamentos entre vários lugares de interesse geográfico e histórico, tais como monumentos megalíticos, cumes, cordilheiras e cursos de água. A frase foi cunhada em 1913 pelo arqueólogo amador Alfred Watkins, em seu livro Early British Trackways e The Old Straight Track. Ele procurou identificar sinais e pegadas de povos antigos nas terras britânicas. Watkins mais tarde desenvolveu a teoria de que estes alinhamentos foram criados para facilitar o deslocamento através de navegação por linhas de visão, no período neolítico, e que teriam persistido na paisagem ao longo de milênios.
No livro The View Over Atlantis (1969), o escritor John Michell reavivou o termo, associando-as pela primeira vez a teorias místicas e espirituais sobre os alinhamentos e as formas nas montanhas e paisagem, e também à tradição popular chinesa do feng shui. Ele acreditava que uma grande rede mística de linhas ley existiria em toda a Grã-Bretanha. Desde a publicação do livro de Michell, a interpretação espiritualizada e mistificada das linhas ley tem sido adotada por outros autores e aplicada a paisagens em diversos lugares ao redor do mundo.
Tanto Watkins quanto Michell são duramente criticados por estudiosos contemporâneos sob a premissa de que, dentre outros argumentos, a distribuição aleatória de um número suficiente de pontos sobre um plano  inevitavelmente gera pontos alinhados randomicamente,  todos por acaso e sem fundamento para interpretações mais profundas.

## The Old Straight Track(a velha pista em linha reta)
O conceito das Linhas de Ley desenvolvido por Alfred Watkins em Early British Trackways e em The Old Straight Track também baseou-se em ideias anteriores sobre alinhamentos; em particular, ele cita o trabalho do astrônomo Inglês Norman Lockyer, para quem os alinhamentos antigos podem ter origem na orientação para o nascer e o pôr do sol nos solstícios.
Em 30 de junho de 1921, Alfred Watkins visitou Blackwardine, em Herefordshire, e estava dirigindo em uma estrada perto dessa localidade (atualmente quase desaparecida). Atraído pela investigação arqueológica nas proximidades de um acampamento romano, ele parou o carro para comparar a paisagem de cada lado da estrada com as características marcadas em seu mapa. Enquanto olhava para a cena do entorno e consultava o mapa, ele viu, segundo descreve seu filho, "como uma fileira de luzes de fadas", uma série de alinhamentos retos com várias características antigas, como pedras de pé, caminhos de cruzes, calçadas, castros, igrejas em antigos montes. Ele percebeu imediatamente que o potencial da descoberta tinha de ser verificado a partir do alto e, durante essa observação, notou que muitos dos caminhos pareciam ligar um morro ao outro em uma linha reta.
Watkins cunhou o termo "ley", pelo menos em parte, porque as linhas passavam por lugares cujos nomes continha a sílaba ley, afirmando que filólogos definiram a palavra (escrito também, lea, lee, ou lai) de forma diferente, mas o tinha interpretado mal. Ele acreditava que esse era o nome que os antepassados davam a essas linhas e caminhos, preservado no uso moderno. Watkins acreditava que, em tempos antigos, quando a Grã-Bretanha era densamente florestada, o país era cruzado por uma rede de rotas de viagem em linha reta, com características proeminentes da paisagem servindo como pontos de navegação. Esta observação foi tornada pública durante uma reunião do clube naturalista de Hereford em setembro de 1921.

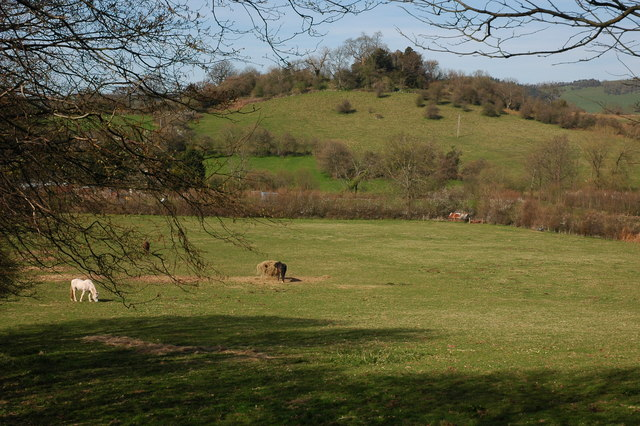
Castelo Snodhill em Dorstone.

Seu trabalho remete ainda a uma tese de GH Piper apresentado ao Woolhope Clube em 1882, na qual Piper ressaltava que: "A linha traçada a partir da montanha Ysgyryd Fawr ao norte de Arthur Stone, Herefordshire, passaria por cima do acampamento e do ponto mais ao sul da colina Hatterall Colina, Oldcastle (Monmouthshire), Longtown Castle e Urishay Castle e Dorstone Castle." Também tem sido sugerido que seria mera especulação de Watkins (que ele chamou de suposição), resultado da leitura de uma anotação em setembro de 1870 por William Henry e entregue ao British Archaeological Association em Hereford, intitulada Boundaries and Landmarks. Nela, Henry especulava que "Monumentos existem para marcações de grandes linhas geométricas, que cobrem toda a Europa Ocidental."
Watkins publicou um comentário em seu livro Early British Trackways, no ano seguinte, afirmando que "Eu não sabia nada em 30 de junho do que eu vos comunico agora".

## Movimento "Earth Mysteries"
Na década de 1960, o escritor John Michell foi fundamental na promoção da crença nas linhas ley, associando-as a significados místicos e poderes sagrados. O movimento ganhou força na contracultura da época, com ideias que viam essas linhas como caminhos de energia espiritual acessíveis a antigos, mas perdidas para o pensamento científico do século XX. 
Tony Wedd, em seu livro "Skyways and Landmarks" de 1961, propôs que essas linhas eram usadas como marcadores por naves alienígenas. John Michell ampliou essas ideias em "The Flying Saucer Vision" (1967) e "The View Over Atlantis" (1969), defendendo que civilizações antigas utilizavam essas linhas para aproveitar energia geomântica e que a humanidade deveria reativar esses centros antigos para evitar a autodestruição. 
Michell reinterpretou contos de heróis matando dragões como metáforas de destruição de conhecimento antigo. Ele acreditava que o materialismo moderno estava em conflito com essa sabedoria ancestral e que uma nova era espiritual, a Era de Aquário, estava por vir. Nos anos 1970, Michell desafiou arqueólogos a refutar suas teorias, destacando a importância das linhas ley em sua pesquisa detalhada sobre West Penwith, na Cornualha. 

## Cientificidade
A comunidade arqueológica tradicionalmente não aceitou a hipótese das Linhas de Ley como uma teoria válida. A principal crítica é que os alinhamentos observados por Watkins e outros proponentes podem ser explicados pelo acaso e pela vasta quantidade de pontos de interesse na paisagem britânica. A probabilidade estatística de que alguns pontos se alinhem ao acaso é alta, especialmente quando se considera a quantidade de pontos e a flexibilidade na definição das linhas.   
Testes empíricos rigorosos sobre a existência de Linhas de Ley como canais de energia ou rotas de navegação antiga não forneceram evidências conclusivas. Estudos arqueológicos e geofísicos não encontraram provas de que as Linhas de Ley fossem usadas de maneira significativa pelas culturas antigas.  Alguns estudiosos modernos sugerem que, mesmo que as Linhas de Ley não representem fenômenos físicos reais, elas podem ter valor cultural e simbólico. As percepções de alinhamentos podem refletir a importância de certos locais na paisagem cultural e espiritual dos povos antigos.  
A hipótese das Linhas de Ley permanece controversa e amplamente desacreditada na comunidade científica. A maioria dos arqueólogos e cientistas considera que os alinhamentos observados são coincidências estatísticas sem base funcional real. No entanto, o conceito continua a ter um apelo cultural e esotérico significativo para algumas pessoas, refletindo uma busca por conexão com o passado e com a espiritualidade. As Linhas de Ley são um exemplo de como interpretações místicas podem surgir de observações da paisagem, influenciando a forma como as pessoas percebem e interagem com seu ambiente.  